# Château du Helfenstein
Le château du Helfenstein se situe dans la commune française de Philippsbourg, dans le département de la Moselle.
Jusqu'à sa redécouverte en 1927 par Adolphe Malye, le Helfenstein, dont on avait oublié l'existence dans l'ombre du Falkenstein, n'était plus que surnommé Wachtfelse (littéralement le rocher de garde).

## Localisation
Situé au cœur de la commune de Philippsbourg, à environ 350 m d'altitude, le château du Helfenstein jouxte son voisin du Falkenstein et n'est séparé de celui-ci que par une centaine de mètres et un fossé taillé dans le roc. L’analyse qu'a fait Adolphe Malye des vestiges a prouvé que les deux châteaux se tournaient manifestement le dos. La promiscuité des deux forteresses peut sembler surprenante mais elle n’est pas incongrue, il suffit de se souvenir de l’étonnant affrontement du Lützelbourg et du Rathsamhausen à Ottrott pour s’en convaincre.

## Étymologie
Adolphe Malye ne semble pas croire que le verbe Helfen, « aider » en allemand, serait à l’origine du nom « Helfenstein ». En effet, il est assez inhabituel de trouver un verbe dans les noms de forteresses. On trouve pourtant le « Burg Helfenstein » (XIe-XIIe), un château rupestre situé dans le district de Göppingen, dans le Bade-Wurtemberg. On trouve aussi le « Burg Helpenstein » (XIe) en Rhénanie-du-Nord-Westphalie, équivalent en Plattdeutsch de « Helfenstein ». 
Helfenstein pourrait également évoquer l’éléphant. On retrouve la même construction linguistique en Moyen haut-allemand avec le terme désignant l’ivoire : Helfenbein. Dans ce cas précis, le terme Helfen viendrait du nom Helfant, signifiant « éléphant » en allemand. Il est donc possible, comme l’entendait Adolphe Malye, qu’il y ait une référence au pachyderme, peut être en raison de la forme massive du rocher qui lui sert de base. Cette supposition suit la même logique que celle qui fait du Falkenstein, le « Roc des Faucons ». 
Une dernière explication, reposant sur une dysorthographie, ou un glissement sémantique, relie le site aux elfes, Elfen en allemand. Dans le folklore germanique, les rochers étaient souvent considérés comme la demeure d'elfes, êtres espiègles ou maléfiques. L'« Elfenstein », un rocher similaire situé dans le massif du Harz, en est un bon exemple.

## Historique

### Moyen Âge et disparition

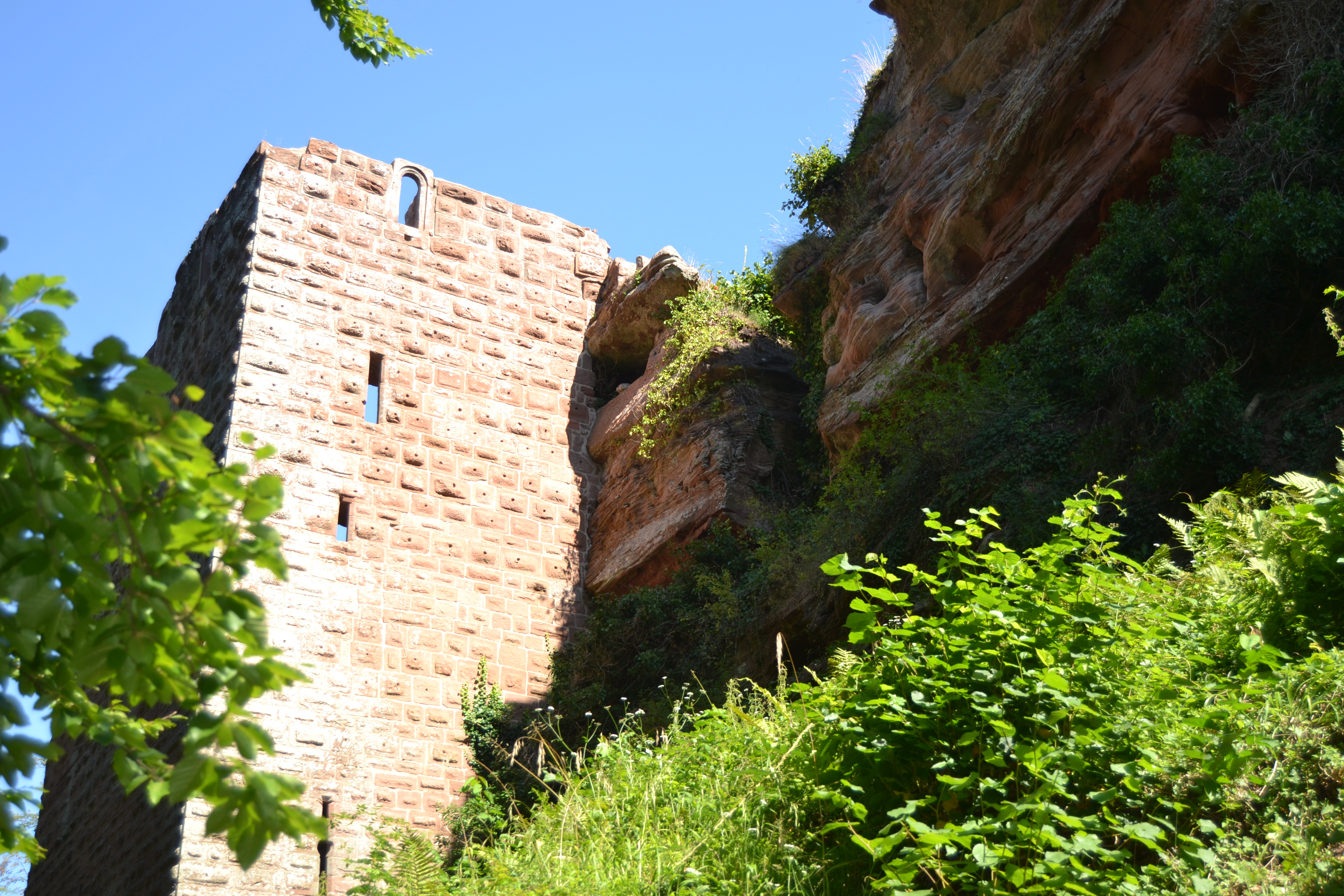
Le château du Falkenstein, voisin presque mitoyen du Helfenstein.

Malye suppose que la construction du Helfenstein remonterait à une date antérieure à celle du Falkenstein et ne voit pas d’objection à lui trouver une origine au IXe ou Xe siècle.
Le château est mentionné pour la première fois en 1264 comme propriété des ducs de Lorraine, puis le fief passe à la famille de Wasselonne. Il est ravagé par un incendie en 1315. Sa proximité immédiate du Falkenstein importune les seigneurs de ce dernier. Cette situation va aboutir à un conflit orchestré par l'évêque de Strasbourg.
En 1410, le château et ses dépendances de Butten, Kirspach et Birsbach constituent un fief du duché de Lorraine.
Vers 1435, Guillaume de Falkenstein assiège et détruit la forteresse voisine de sa résidence, et s'oppose très vraisemblablement à ce qu'il soit reconstruit. En 1437, l'évêque tranche alors un différend entre ce dernier et Frédéric de Dahn ou de Thann, au sujet de la forteresse démantelée, zerbrochene Feste, de Helfenstein. Lors du renouvellement du fief, vers 1470, on ne parle plus du château, mais seulement de la montagne de Helfenstein.
Le château ne sera plus jamais reconstruit et va sans doute servir de « carrière » de pierres pour les chantiers voisins du Falkenstein, si bien que la ruine finit par reprendre l’allure d’un affleurement rocheux, comme il en existe tant dans les Vosges du Nord. L'Helfenstein va ainsi sombrer peu à peu dans l'oubli.

### La redécouverte (1926-1927)
Adolphe Malye, un érudit grand passionné d’histoire locale, est frappé un beau jour de rencontrer dans les lignes de l’ouvrage Ein Wasgauherbst : Von der Schönheit der Nordvogesen (1909) de Carl Gruber, la mention d’un château disparu et dont les ruines n’étaient plus localisées : le Helfenstein. Cette découverte livresque fut le point de départ de l’enquête de Malye, dont la ténacité allait être récompensée. Le nom d'Helfenstein ne résonnait déjà plus dans les mémoires des populations locales, alors que Johann Georg Lehmann en faisait pourtant déjà mention en 1878. Les indications géographiques dont disposait Malye étaient plus que vagues mais l’ouvrage de Lehmann indiquait que le château devait se situer dans le voisinage du Falkenstein, en direction de Sturzelbronn. Ce dernier élément, et la mention du village abritant les vestiges de la célèbre abbaye, conduisit Malye à imaginer dans un premier temps que les vestiges du Helfenstein devaient se trouver à mi-chemin entre le Falkenstein et Sturzelbronn.
Toutefois, il se rendit un jour de mai ou d’octobre (le mois varie selon les articles de l’auteur) de l’année 1927 au Falkenstein, pour tenter d’y localiser des traces de polissoirs préhistoriques. Il profita de cette exploration pour poursuivre plus loin à l’Est sur la même crête. À une centaine de mètres de là, il fut pris de stupeur en découvrant un rocher, qui lui parut dans un premier temps n’être qu’une ébauche de fortifications. Mais en parcourant le site, caractérisé par un immense monolithe cubique, il identifia tous les éléments maçonnés ou rupestres, d’un véritable château-fort vasgovien, tourné en direction de la vallée de Sturzelbronn.
À son retour, galvanisé par sa découverte, mais plein de doutes, il analysa les différentes mentions du château et en conclut que le Helfenstein devait se trouver à proximité immédiate du Falkenstein. En effet, il tira cette conclusion notamment en raison de l’intéressement de la famille propriétaire de ce-dernier, dans tout ce qui touchait au Helfenstein.

## Description
La rationalité des murailles médiévales du Helfenstein ne réapparaît que difficilement. Pourtant, à y regarder de plus près, on parvient à lire au sol le tracé de l’enceinte de la cour du château au nord, flanquée de bâtiments et d’une tour d’angle au sud. À l’est de cette cour se dresse un imposant monolithe de grès, de forme cubique. Curieusement, le rocher est évidé au nord et au sud, par ailleurs sur la face ouest on observe l’ébauche d’un débitage de blocs de pierre.
Du côté est, on aperçoit un escalier dont l’accès n’est plus possible. D’après les descriptions de Malye, ce premier escalier est assorti d’un second. Larges et confortables ils donnent accès à la plate-forme supérieure. On y trouve une citerne et un puits d’une grande profondeur. Le rocher est entièrement scarifié par des trous de boulins qui accueillaient jadis les poutres d’une structure adossée au roc.
Une couleuvrine en bronze complète provenant du château est aujourd'hui exposée à la Maison de l'archéologie de Niederbronn-les-Bains.